# Коповка
Ко́повка (рос. Коповка) — село у складі Вадінського району Пензенської області, Росія.
Населення — 244 особи (2010; 376 у 2002).
Національний склад станом на 2002 рік:
- росіяни — 98 %